# Карате
Карате или каратедо (јап. 空手; у преводу празна рука или пут празне руке) је борилачка вештина, пореклом из Јапана, из тадашњег Рукју краљевства. У буквалном преводу, кара значи празна (гола) или кинеска (по начину изговора), те рука или шака, дакле празна рука, и мисли се на начин одбране, односно борбе „без оружја у рукама“. Модерни назив каратедо (Karate-dō) треба да сврста карате у линију са другим будо стиловима (Budō); мада се још увек углавном користи уобичајни израз карате. Каратиста се назива karateka (空手家). Настанак каратеа везује се за старе борилачке вештине острва Окинаве, 19. века, где су се локалне традиције мешале са кинеским и јапанским утицајима. Почетком 20. века карате стиже у Јапан, а после Другог светског рата раширио се по свету.
Карате припада тврдим стиловима. Насупрот меким стиловима (аикидо, винг цун итд.) који гледају да користе снагу и енергију нападача, тврди стилови истичу телесну кондицију, пре свега брзину и снагу из брзине. Технички, карате користи ударце песницом, шаком, прстима, лактовима, коленом и ногама, разне блокаде, а понекад се уче и полуге, болни хватови, ударци у виталне тачке (у очи, грло, нос итд.), и технике руковањем оружја - кобудо. Историсјки, и у неким од модерних стилова, такође се подучавају рвање, бацања, зглобна закључавања, ограничавања. Модерни карате је често спортски оријентисан, те тиме такмичења имају велики значај. Ово може да буде на штету реалних техника самоодбране, које су исто део каратеа.
Рукју краљевство је анексирао Јапан 1879. године. Карате је приспео у Јапан почетком 20. века током времена миграција, пошто су Рукјуанци, посебно из Окинаве, тражили посао у Јапану. Овај спорт је био систематски предаван у Јапану након Тајшове ере. Године 1922. Јапанско министарство образовања је позвало Гичин Фунакошија у Токио да даје карате демонстрације. Године 1924. је универзитет Кеио успоставио први универзитетски карате клуб на Јапанској територији и до 1932. године, главни јапански универзитети су имали карате клубове. У тој ери ескалирајућег јапанског милитаризма, име је било промењено из 唐手 („кинеска рука” или „тангова рука”") у 空手 („празна рука”) – оба од којих се изговарају карате у јапанском – да би се ставило на знање да Јапанци желе да развију борбени облик у јапанском стилу. Након Другог светског рата, Окинава је постала важна војна локација Сједињених држава и карате је постао популаран међу војним особљем које је било тамо стационирано.
Филмови о борилачким вештинама из шездесетих и седамдесетих година 20. века служили су великом повећању популарности борилачких вештина широм света, и у енглеском језику је реч карате почела да се користи на генеричан начин којим се обухватају све на ударцима засноване оријенталне борилачке вештине. Школе каратеа су почеле да се појављују широм света, служећи онима са пролазним интересом, као и онима заинтересованим за дубље изучавање вештине.
Шигеру Егами, главни инструктор стила Шотокан Дођо, је мишљења да је „већина следбеника каратеа у иностраним земљама заинтересована за карате само због његових борбених техника ... Филмови и телевизија ... приказују карате као мистериозни начин борбе који може изазвати смрт или повреду једним ударцем ... масовни медији представљају псеудо уметност која је далеко од стварне ствари.” Шошин Нагамин је изјавио, „Карате се може сматрати конфликтом у себи или као животни маратон који се може остварити само кроз самодисциплину, напорну обуку и сопствене креативне напоре.”
Дана 28. септембра 2015, карате је био у ужем избору спортова, заједно са бејзболом, софтболом, скејтбордом, сурфовањем и спортским пењањем, које би требало узети у обзир за укључивање на Летњу олимпијаду 2020. године. Дана 1. јуна 2016, извршни одбор Међународног олимпијског комитета објавио је да подржава укључивање свих пет спортова (рачунајући бејзболи и софтбол као један спорт) у игре 2020. године.
Веб Јапан (кога спонзорише Јапанско министарство спољних послова) наводи да има преко 50 милиона каратиста широм света, док Светска карате федерација тврди да има преко 100 милиона каратиста широм света.

## Историја

### Име
Каратедо (јапански = празна рука), раније се звало само карате, и тако се и дан данас најчешће користи. Додатак до додаје се ради истицања филозофије каратеа и његовог значаја као животног пута. До тридесетих година 20. века карате се на јапанском писао са 唐手, што значи кинеска рука. Ова су слова биле наводно у вези са Кином Танг-династије (618. до 907. године). Тиме је кинеско порекло ове борилачке вештине било испољено у самом имену. Онда се у Јапану из политичких разлога (национализам) почело за карате писати 空手, дакле празна рука. Нова слова су се исто као стара читале са кара-те и одговарале су истом, то јест да се бори углавном са празним, голим рукама без оружја.

### Порекло
Легенде говоре, да је у 6. веку будистички монах Таиши Бодидарма из Канчи Пурама у јужној Индији дошао у кинески манастир Шаолин (јап. Шоринји) и ту не само основао Зен-будизам, него и монахе упутио у посебна телесна вежбања како би издржали дуга медитирања. Настао је шаолински кунгфу (правилно транскрибирано кванфа, јап. кемпо), из којег су се развили највећи број кинеских борилачких вештина.
Пошто и карате зна за своје кинеско порекло, себе исто радо види наследником ове традиције, чија је историјска истинитост сумњива.

### Из Кине на Окинаву
Карате у данашњем облику настао је на пацифичким риукиу-острвима, ту посебно на главном острву Окинава. Окинава се налази око 600 km јужно од јапанских централних острва у јужнокинеском мору и данас је најјужнија јапанска префектура. Још у 14. веку Окинава је, тада једна самостална краљевина, имала тесне трговачке контакте са Јапаном, Кином и Корејом. Урбани центри острва, Наха, Шури и Томари, били су значајна трговачка средишта и нудиле живи форум културне размене са кинеским копном. Тиме су на Окинаву доспели и први утисци кинеских борилачких вештина из кванфа/кемпо, где су се измешали са домаћом борилачком вештином из те/де и развили у тоде и окинава-те. Те буквално преведено значи рука, а у даљем смислу означава исто технику односно ручну технику. Првобитни назив за карате, окинава-те, може се, дакле, превести исто као ручна техника из Окинаве (мисли али наравно на разне технике свеукупно).
Економски значај риукиу-острва доводило је до сталних немира и устанка. Године 1416. краљ Шо Шин (исто Шо Хаши) успео је да уједини сва острва. Ради одржавања мира у побуњеном народу забранио је ношење сваког оружја. Да би контролисао све регионе, обавезао је сваког локалног кнеза на трајно присуство на свом двору у Шури - овај начин контроле касније су преузели јапански токугава-шогуни. Због забране оружја, борилачка вештина окинава-те постајала је све више омиљена и многи његови мајстори путовали су за Кину да би се тамо усавршавали у кванфау (кунгфу).
Године 1609. јапански клан Сацума је острва Рјукју, и њихов намесник на Окинави, Шимацу, заоштрио је забрану оружја у таквој мери, да се својство сваког оружја, па и церемонијалних, строго кажњавало. Ова забрана оружја звала се катанагари, што би значило близу „лов на мачеве“. Мачеви, каме, ножеви и све оштре алатке биле су систематски прикупљене. Ишло се чак до тога, да се једном селу признавао само један једини нож, са конопцем везан при сеоском бунару (или на другом централном месту) и строго чуван. Заоштрена забрана оружја требало је да спречи немире и наоружане отпоре против нових владара. Међутим, јапански самураји имали су право на „пробу мачева“, по којом су оштрину свог мача могли да испробају на лешевима, рањенима али и самовољно на сељацима, што се и десило. Тако је јапанска анексија довела до повећавања потребе самоодбране, јесу поред осталог на феудалној Окинави фалиле исто полицијска управа и правни поступак, које би појединца штитиле од самовоље других. Недостатак правних институција и повећана потреба самоодбране од самовоље нових владара покренули су, дакле, процес интензивирања и суптилизирања од те (=борилачки систем) у карате (=борилачка вештина).
Око двадесет година трајало је, докле су се велики мајстори окинава-теа ујединили у један опозициони савез и одредили, да се окинава-те у даље предаје тајно и једино изабраним људима.
Међувременом се у сељачком становништву развио кобудо, који је алатке и свакодневне ствари са својим специјалним техникама употребљавао као оружје. При томе су изгубљени спиритуални, ментални и здравствени аспекти, као што их је било у кванфау (кунгфу). Да би се уздигла ефицијентност борбене вештине нису се вежбале технике, које су у себи носиле непотребне ризике. Кобудо и његова из алатка и свакодневних ствари изведена оружја нису се могле из самих економских разлога забранити, јесу просто служиле за снабдевање сељака и окупатора. Али ипак је било веома тешко супротставити се с таквим оружјем једном усавршеном и добро наоружаном ратнику.
Због тога се развила у окинава-те и кобудо, које су се тад заједнички повезано училе, максима да се не буде погођен, истовременом искористи ретке могућности које би се нудиле, да се противник са једним ударцем усмрти. Тај за карате специфични принцип зове се икен хисацу (икен хисатсу). Природна селекција од што могуће ефикаснијих борбених техника и икен-хисацу-принцип донеле су карате репутацију једног агресивног борилачког система, па и да је „најгрубљи од свих борилачких вештина“.
Неке јако високе технике ударцима ногама имају очигледно специфичну позадину. Кад би неки ратник на коњу јахао кроз село, једном напредном борцу окинава-теа било је могуће, да у правом тренутку потрчи преко једне дрвене рампе и ратника шутне с коња (јоко тоби гери). Вероватноћа да би овакав напад успео била је релативно мала, али ипак постоји шанса у једној иначе више безнадежној борби.
Смртоносно дејство ове борилачке вештине изазвало је јапанске окупаторе да заоштре забрану и учење окинава-теа ставе под веома оштрим казнама. Међутим, оно се и даље у тајности предавало. Тиме је знање о борилачким вештинама било ограничено на неколико мањих елитних школа и поједине породице, пошто је студирање борилачких вештина на кинеском копну било могуће само малом броју богатих грађана.

### Двадесети век
До краја 19. века карате се предавало увек у тајноме и од мајстора на ученика. За време меији-рестаурације Окинава је 1875. постала званично јапанска префектура. У том времену друштвене промене, када се становништво Окинаве почело прилагодити јапанским начинима живота а сам Јапан после вишевековне изолације отварати према свету, почело је и карате да се поново враћа у јавност.
Огава Шинтаро, комесар за васпитање у префектури Окинава, запазио је 1890. у току смотре за војне јединице у једне групе младића њихову нарочито добру кондицију. Младићи су изјавили, да су у јинјо кото шогако (јинјо кото основна школа) учили карате. На то је локална влада дала налог мајстору Јасуцуне Итосу да састави лекције, које су међу другим садржавале једноставне и основне кате (пинан и хајан), из којих је издвојио тактику и методику борбе и у први план ставио здравствени аспект као држање, покретљивост, савитљивост, дисање итд. 1902. онда је карате званично постао школски спорт на Окинави. Овај за карате важан догађај маркира време, где учење и вежбање каратеа није више служило само ради самоодбране, него се исто сматрало за једну врсту фискултуре.
После 1900. кренуо је из Окинаве један талас емиграције на Хаваје. Тиме је карате доспео у САД, које су анектирале Хаваје 1898. године.
Гичин Фунакоши, ученик мајстора Јасуцуне Итосу и Анко Асато, посебно се истекао у реформи каратеа. На основима шорин-риу (исто шури-те, по родном граду Шури) и шореј-риу (наха-те, по родном граду Наха) почео је да систематизира карате. Фунакоши је разумео карате поред његове фискултурне улоге исто као средство за развијање карактера.
Поред три наведених мајстора, и Канрио Хигаона био је утицајни реформер каратеа. Његов стил интегрисао је меке, избегавајућиве дефенсивне технике са тврдим, директним контранападима. Његови ученици Чојун Мијаги и Кенва Мабуни основали су на његовој бази сопствене стилове гоју-риу односно шито-риу, који се данас рачунају у четири главних карате-стилова.
Између 1906. до 1915. Гичин Фунакоши је са својим најбољим ученицима путовао кроз целу Окинаву демонстрирајући јавно карате-технике. У потоњим годинама ондашњи престолонаследник и касније јапански цар Хирохито беше сведок таквих представа и позвао је Фунакошија, који је тада већ био председник једног окинавског савеза борилачких вештина, да на националном будо-конгресу у Токиу 1922. године презентује свој карате. Презентација је изазвала жестоки интерес, и Фунакоши је позван да своју уметност практично демонстрира у кодокану. Одушевљена публика, међу њима и оснивач џудоа Јигоро Кано, успела је да наговори Фунакошија да остане на кодокану и ту предаје. Две године касније, 1924, Фунакоши је основао свој први доџо.
За карате у Србији види чланак:
Карате у Србији.

## Стилови
Постоје четири традиционална стила каратеа призната од Федерације Свих Јапанских Каратедо Организација:
- Шотокан
- Шито-риу
- Гођу-риу
- Вадо-риу

Стилови који не припадају овим школама не сматрају се аутоматски „нелегитимним“, већ само нису традиционални, али је већина под великим утицајем једног или више традиционалних стилова.
Водећи стилови у Србији и Републици Српској су:
- Шотокан
- Фудокан

Поред њих постоје и мање познати стилови:
- Шуреихо

## Карате у педагогији
Карате спада у базичне спортове и њим могу да се баве деца узраста.од 4 године па на више.
Карате утиче на био-психо-физички развој детета и то подједнако.
Увођењем карате секције у Основне школе реализују се основни циљеви и задаци који су подељени у две групе:
- Биолошки задаци којим остварујемо хармонични телесни раст и развој, правилан развој моторике и координације покрета, правилно држање тела и помоћ у превенцији телесних деформитета, развијање покретљивости, еластичности, брзине, снаге, експлозивности, прецизности и контроле)
- Педагошки задаци су сачињени из неколико сегмената и њих чине
  - Образовни задаци којим подстичемо и развијамо моторичка умења вежбача и стицање теоријског знања како би правилно урадили одређени покрет. Ови задаци се прилагођавају узрасту вежбача и њиховим моторичким способностима.
  - Васпитни задаци којима утичемо на развијање самоконтроле, свесне дисциплине, фер-плеја, упорности, истрајности, доследности.
  - Социјални задаци којим се развија и употпуњује социјализација деце.
- Психолошки задаци употпуњују и унапређују позитиван однос према животу и околини, развијању самопоуздања, сигурности у своја знања и вештине.

Увођењем каратеа кроз секцију у школе може бити један од начина ангажовања младих у спорту, као и контролисаним активностима, јер тиме васпитавамо дух и тело које представљају основне елементе овог спорта.

## Карате на Летњим олимпијским играма
Карате ће дебитовати на Летњим олимпијским играма 2020. године у Јапану у Токију.
У олимпијском каратеу такмичари ће наступити у два догађаја, Кумите и Ката. Шездесет такмичара из целог света такмичиће се у такмичењу Кумите, а двадесет у конкуренцији Ката. У оба такмичења равномерно ће бити заступљен број мушкараца и жена.
У септембру 2015. карате је уврштен у ужи избор спортова, уз бејзбол, софтбол, скејтборд, сурфовање и спортско пењање, који ће се разматрати за укључивање у летње олимпијске игре 2020, а у јуну 2016. године, извршни одбор Међународног олимпијског комитета (МОК) најавио је да ће подржати предлог да се у Игре 2020. укључе сви спортови који су ушли у ужи избор. Коначно, 3. августа 2016. свих пет спортова (рачунајући бејзбол и софтбол заједно као један спорт) одобрено је за укључивање у олимпијски програм 2020.